# Paplin (gromada)
Paplin (do 28 II 1956 Borzychy) – dawna gromada, czyli najmniejsza jednostka podziału terytorialnego Polskiej Rzeczypospolitej Ludowej w latach 1954–1972.
Gromady, z gromadzkimi radami narodowymi (GRN) jako organami władzy najniższego stopnia na wsi, funkcjonowały od reformy reorganizującej administrację wiejską przeprowadzonej jesienią 1954 do momentu ich zniesienia z dniem 1 stycznia 1973, tym samym wypierając organizację gminną w latach 1954–1972.
Gromadę Paplin z siedzibą GRN w Paplinie utworzono 29 lutego 1956 w powiecie węgrowskim w woj. warszawskim w związku z przeniesieniem siedziby gromady Borzychy z Borzych do Paplina i zmianą nazwy jednostki na gromada Paplin.
31 grudnia 1959 do gromady Paplin przyłączono obszar zniesionej gromady Huta Gruszczyno w tymże powiecie.
Gromadę zniesiono 1 stycznia 1969, a jej obszar włączono do gromady Starawieś w tymże powiecie.